# Norbert Schindler
Norbert Schindler (* 15. Oktober 1949 in Grünstadt) ist ein deutscher Politiker (CDU) und Lobbyist.

## Leben und Beruf
Schindler wuchs in Rodenbach auf. Nach dem Besuch der Volksschule absolvierte er eine Lehre in der Landwirtschaft und legte schließlich die Prüfung zum Landwirtschaftsmeister ab. Er bewirtschaftet seit 1972 einen eigenen Landwirtschafts- und Weinbaubetrieb in Bobenheim am Berg. Er ist Vizepräsident des Deutschen Bauernverbandes, Ehrenpräsident des Bauern- und Winzerverbandes Rheinland-Pfalz Süd und Präsident der Landwirtschaftskammer Rheinland-Pfalz. Außerdem war er Mitglied im Verwaltungsrat der Landwirtschaftlichen Rentenbank.
Norbert Schindler ist katholisch, verheiratet und Vater von zwei Kindern.

## Politik
Er trat 1966 in die CDU ein und war von 1979 bis 1989 Mitglied des Gemeinderats von Bobenheim am Berg. 1991 wurde er zum Vorsitzenden des CDU-Kreisverbandes Bad Dürkheim gewählt und 1999 wurde er Mitglied des Kreistags des Landkreises Bad Dürkheim.
Von 1994 bis 2017 war Schindler Mitglied des Deutschen Bundestages. Er zog stets als direkt gewählter Abgeordneter des Wahlkreises Neustadt – Speyer in den Bundestag ein. Bei der Bundestagswahl 2009 erreichte er 44,6 % der Erststimmen, 2013 erhielt er 47,9 %.
2016 gab Schindler bekannt, sich 2017 aus der Politik zurückzuziehen und nicht mehr für den Bundestag zu kandidieren.
Schindler war Mitglied des Ausschusses für Wirtschaft und Energie sowie stellvertretendes Mitglied im Ausschuss für Ernährung und Landwirtschaft. Gleichzeitig war er aber auch Biosprit- und Agrarlobbyist. So saß er im Aufsichtsrat des Bioethanol-Unternehmens CropEnergies und erhielt dafür mind. 30.000 Euro jährlich. Im Bundestag verteidigte er die Einführung von E10-Kraftstoff gegen Kritik von Umweltverbänden.  Darüber hinaus ist er Vizepräsident des Deutschen Bauernverbandes sowie als Präsident der Landwirtschaftskammer Rheinland-Pfalz und des Bauern- und Winzerverbandes Rheinland-Pfalz-Süd tätig, wofür er monatlich 1.000 bis 3.500 Euro erhält. Von 2005 bis 2023 war er ehrenamtlicher Bundesvorsitzender des Bundesverbands der deutschen Bioethanolwirtschaft.